# Nebova
Nebova este o localitate din comuna Maribor, Slovenia, cu o populație de 132 de locuitori.